# ديانة مياو الشعبية

رمز اليـب واليـاج.

ديانة مياو الشعبية أو ديانة همونغ الشعبية (بالإنجليزية: Miao folk religion or Hmong folk religion)‏ هي الديانة الإثنية لشعب المياو، تتمثل في الدرجة الأولى في ممارسة kev dab qhuas (جملة باللغة الهمونغية معناها: «عبادة الآلهة»). تُدعى الديانة بالهمونغية أيضًا من قبل الكنيسة الهمونغية الأميركية التي تأسست في عام 2012 من أجل تنظيمها بين شعب همونغ في الولايات المتحدة.
للديانة علم لاهوت أرواحي، يتركز على عبادة آلهة وآباء أنساب شعب مياو. ضمت على مدى تاريخها عناصر لاهوتية وشعائرية من الديانة الطاوية، والديانة الصينية الأكثر اتساعًا، لا سيما التشديد على نمط قوى الكون الطبيعي وحاجة الحياة الإنسانية لأن تكون متسقة مع هذه القوى.
يستمر معظم شعب همونغ في ممارسة الديانة التقليدية، رغم أن العديد منهم في آسيا قد اعتنقوا البوذية أو مزجوا ديانتهم معها، في حين اعتنق العديد من الهمونغيين الأميركيين والأستراليين المسيحية أو البوذية.

## نظرية

### الآلهة والعالم
يُدعى أعلى آلهة الديانة الهمونغية التقليديةSaub («شو») أوYer Show («يير شو»)، وهو الذي يمنح الشامانات قدراتهم. قد يُنادى الإله ساوب في أوقات الحاجة ويمكن أن يظهر عند الأزمات على مدار التاريخ. كان أول الشامانات Siv Yis («شي يي»): يشير شامانات الهمونغ إلى أنفسهم باسم «Siv Yis» عندما يكونون في حالة نشوة. تُدعى آلهة الطبيعة الكونية ببساطة باسم dab («دا»)، في حين أن dab neeb («نينغ») أو qhua neeb («كهوا نينغ») هي الأرواح الشامانية التي تطوف بين العوالم وتعمل مع الشامانات العاملين في نطاق محدد هو مجالها. تضم الأرواح الشامانية الأرواح البرية ذات الطبيعة الجامحة والأرواح المروضة والمنزلية الودودة. تشكل أرواح الأجداد (Xwm Kab {سو غا}) التي تقيم في عالم الموتى فئة أخرى، رغم أنها منخرطة أيضًا في الممارسة الشامانية.
يُعتبر الإله الضفدع Nplooj Lwg («بلونغ لو») خالق البشر. Ntxwj Nyug («زو نيو») و Nyuj Vaj Tuam Teem («نيو فا توا تينغ») هما سيدا العالم لآخر، يقرران الحياة والموت، والبعث أو الرقود في الجنة. في حين أن زو نيو إله أصليّ، يُعتقد أن نيو فا توا تينغ مستمد من الإمبراطور جايد عند الطاوية. يوجد في كل منزل مذبح للإله Dab Xwm Kab («دا سوا كا») (إله حُسن الحظ). Dab Pog («دا بول») هي إلهة الأطفال. Zaj Laug («زها لاو») هو «التنين العجوز» أو «الملك التنين». Poj Ntxoog («بو زونغ») روح أنثوية رهيبة مرتبطة بالتنين. Yaj Yuam («يا يوا») بطل موروث، «النبّال السماوي»، يكافئ هويي الصيني. بقية الآلهة هم آلهة الطبيعة، مثل Xob («ساول»)، إله الرعد والبرق، و Nkauj Hnub(«غاو نو») و Nraug Hlis («نداو هلي») «السيدة شمس» و«السيد قمر». يُعبد تشي يو (أو Txiv Yawg {تسي ير}) بصفة إله موروث لأمة الهمونغ.
منزل همونغ انعكاس للكون. مبني حول قائمة مركزية (ncej tas {يي ذا}) تمثل شجرة العالم، ومحور الأرواح، وإلهها هو Dab Ncej Tas. تمثل الأسقف السماء (العالم الروحي) وترمز الأرض للطبيعة (عالم الإنسان). تمثل محاور البناء رئاسة الذكر للمنزل وروحه الموروثة، ووحدة الأسلاف. الإنسان في المنتصف بين السماء والأرض. يؤمن شعب همونغ بعدة أرواح منزلية تدعى dab nyeg («دا ناي»)، وتعني «الأرواح المروضة»، مثل Dab Qhovcub (إله الموقد الرئيسي)، و Dab Qhovtxos (إله الموقد الشعائري)، و Dab Nthab(إله العلية)، و Dab Roog(إله إطار الباب الأمامي). Dab Txhiaj Meej هو إله الثروة والغنى تدعى أرواح الطبيعة باسم dab qus، «الأرواح البرية».